# Закавказька залізниця
Закавказька залізниця — одна із залізниць колишнього СРСР, охоплювала Грузинську, Вірменську та (незначну дистанцію) Азербайджанської РСР.

## Структура залізниці
Станом на 1951 рік загальна довжина залізниці складала 1887 км, управління залізниці розташовувалося у Тбілісі.
Станом на 1 січня 1967 року залізниця мала 3 відділення Самтредське відділення (з центром відділення на станції Самтредія I), Тбіліське відділення, Єреванське відділення Закавказької залізниці.
Залізниця межувала з Північно-Кавказькою залізницею (по станції Веселе Північно-Кавказької залізниці), з Азербайджанською залізницею (по станції Норашен Азербайджанської залізниці на лінії Єреван — Нахічевань і по станції Беюк-Касик Азербайджанської залізниці на лінії Тбілісі — Баку).
Найбільші вузлові станції залізниці: 
- Самтредія I;
- Хашурі,
- Навтлугі I;
- Масіс[2].

На дільниці Хашурі — Зестафоні розташований тяжкий за профілем Сурамський перевал. З 1933 року обслуговувалися електровозами (спочатку електровозами серії Ср (Сурамський радянський), згодом — електровозами ВЛ8).
Станом на 1988 рік Закавказька залізниця була електрифікована постійним струмом (=3 кВ). Використовувався тяговий рухомий склад (електровози) і МВПС постійного струму і лише при роботі на маневрах на неелектрифікованих станціях, для вивізної роботи з під'їзних колій промислових підприємств і кар'єрів використовувалися тепловози.

## Історія
У 1865 році розпочалося будівництво залізниці зі спорудженням дільниці Поті — Тифліс. 14 серпня 1871 року відкрита дільниця Поті — Зестафоні, у 1872 році відкрита вся залізниця. З розвитком Бакинських нафтових промислів назрівала потреба у будівництві нових ліній до портів і у 1883 році відкрито рух поїздів на лініях Самтредія — Батумі та Тифліс — Баку.
У 1899—1908 роках  побудована лінія Тифліс — Александрополь — Еривань — Джульфа.
У 1925 році введена в експлуатацію лінія Ленінакан — Артік, у 1935 році Броцеула — Цхалтубо з відгалуженням до станції Гумбрін, 1940 року лінія Горі — Цхінвалі та Цхакая (станція Сенакі) — Сухумі з відгалуженням на Поті й Ткварчелі. Наприкінці 1942 року відкритий наскрізний регулярний рух поїздів Чорноморською залізницею. У 1949 році введена в експлуатацію лінія Сухумі — Адлер.
У 1967 році дистанція залізниці на терені Азербайджанської РСР була відокремлена зі складу Закавказької залізниці в Азербайджанську залізницю.
Після розпаду Радянського Союзу Закавказьку залізницю поділено між Абхазькою (дільницю Самтредського відділення на захід від річки Інгурі), Вірменською (Єреванське відділення) та Грузинською (Самтредське відділення на схід від річки Інгурі й Тбіліське відділення) залізницями.